# Kenigowie

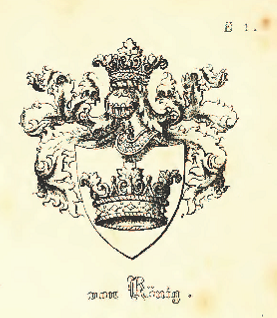
Herb rodu Kenigów (Königów)

Kenigowie (Königowie, Koenigowie) – polski ród pochodzenia niemieckiego, związany z Płockiem i Warszawą. 
Kenigowie czerpią swoje korzenie z księstwa Brunszwiku (od 1813 r. w Królestwie Hanoweru). Ich protoplastą był Werner (von) König (zm. po 1613 r.), prawnik i kanclerz księcia Henryka Juliusza, nobilitowany ok. 1600 r. (herb: w błękitnym polu złota korona z trzema fleuronami i dwoma perłami pomiędzy nimi). Potomkiem niemieckiej linii był baron Edmund Wiktor (Edmond Victor) (1753-1833), biorący udział w wojnie o niepodległość Stanów Zjednoczonych i po jej zakończeniu osiadły w Kanadzie. Z tej samej rodziny wywodził się baron Götz von König (1849-1934), pruski generał kawalerii i dowódca landwehry w I wojnie światowej. 
Pierwszym z Königów (bez praw do tytułu baronowskiego) osiadłym na ziemiach polskich był Teofil Fryderyk Wilhelm (1783-1831), daleki kuzyn Edmunda Wiktora, który na początku XIX wieku zamieszkał w Płocku pracując tam jako inspektor skarbowy. W latach dwudziestych XIX w. spolszczył on pisownię rodowego nazwiska na „Kenig”. Sam był wyznania luterańskiego, jego dzieci przyjęły jednak wiarę rzymskokatolicką po matce, Józefie z Romanowskich primo voto Sławęckiej.
Do znanych i zasłużonych przedstawicieli rodziny należą:
- Józef Kenig
- Jan Ignacy Kenig
- Marian Kenig
- Józef Antoni Kenig
- Salomea Palińska-Kenigowa

Wbrew obiegowej opinii, potomkiem tej rodziny nie był Włodzimierz Kenig, muzyk. 
Wybrani blisko spowinowaceni: 
- Władysław Teodor Kisiel-Kiślański – mąż bratanicy Józefa
- Wincenty Sławęcki – pasierb Teofila, brat przyrodni Józefa i Jana Franciszak
- Władysław Remigiusz Krzaczyński - szwagier Jana Keniga, brata Mariana
- Michał Antoni Zwoliński – teść Stanisława Keniga, syna Józefa
- Krzysztof Wodiczko – zięć Marii z Kenigów Seleckiej

## Drzewo genealogiczne – linia polska
```
Teofil Fryderyk Wilhelm KENIG
 (vel KOENIG vel KÖNIG)
 (1783-1831)
~ Józefa 
Romanowska
, 1° voto Józefowa Sławęcka
├─>
Józef Teofil Konstanty KENIG
 (1821-1900)
│  ~ 
Salomea Palińska
 
│  ├─>
Józefa Salomea KENIG
 (*1857)
│  ├─>
Stanisław Jan KENIG
 (1864-1926)
│  │  ~ Matylda Zwolińska (córka 
Michała Antoniego
, wnuczka 
Antoniego Rogalewicza
)
│  │  ├─>
Marian Mieczysław KENIG
 (1895-1959)
│  │  │  ~ Laura Emilia Przedpełska (córka 
Waleriana
)
[
2
]

│  │  │  ├─>
Maria KENIG
 (1921-1998)
│  │  │  │   ~ Jędrzej Góral 
│  │  │  │   ~ 
Anatol Selecki

│  │  │  └─>
Anna KENIG
 (1925-1992)
│  │  │      ~ Mirosław Piechowicz 
│  │  ├─>
Jan KENIG
 (1896-1989)
│  │  │  ~ Maria Elżbieta Krzaczyńska (siostra 
Władysława
) 
│  │  │  ├─>
Andrzej Jan KENIG
 (1927-1940)
│  │  │  └─>
Jerzy Teodor KENIG
 (1929-1986)
│  │  │      ~ Barbara Maria Makowska (prawnuczka 
Aleksandra Mazaraki z Kociny
)
[
3
]
 
│  │  │      └─>
Małgorzata Maria KENIG
 (ur. 1961) 
│  │  │          ~ Krzysztof Andrzej 
Getka

│  │  │          └─>
Mikołaj Jerzy GETKA-KENIG
 (ur. 1987)
│  │  │              ~ Weronika Maria 
Rostworowska
[
4
]
 
│  │  ├─>
Józef Antoni KENIG
 (1897-1940)
│  │  │  ~ Jadwiga Paszkiewicz
│  │  ├─>
Zofia Salomea KENIG
 (1900-1913)
│  │  ├─>
Wacław Eugeniusz KENIG
 (1901-1902)
│  │  └─>
Anna Julia KENIG
 (1903-1975)
│  │     ~ Eliasz Hołub
│  └─>
Maria KENIG
 (1871-1894)
├─>
Jan Ignacy Florian (Iwan) KENIG
 (1822-1880)
├─>
Teofila Kasylda KENIG
 (1823-1843)
│   ~ Ignacy 
Gąsiewski (Gosiewski)

├─>
Franciszka Józefa KENIG
 (1825-1896)
│   ~ Konstanty 
Szwykowski
 (syn 
Olimpii z Przeździeckich
, prawnuk 
Anny Olimpii z Radziwiłłów Mostowskiej
)
[
5
]

└─>
Antoni KENIG
 (1829-1830)
```